# Konarzyny
Konarzyny (ted. Groß Konarczyn) è un comune rurale polacco del distretto di Chojnice, nel voivodato della Pomerania.
Ricopre una superficie di 104,27 km² e nel 2004 contava 2 143 abitanti.